# Amyttopsis palmulicerca
Amyttopsis palmulicerca är en insektsart som beskrevs av Naskrecki 2008. Amyttopsis palmulicerca ingår i släktet Amyttopsis och familjen vårtbitare. Inga underarter finns listade i Catalogue of Life.